# Dějiny Krymu
Dějiny Krymu jsou dějinami Krymského poloostrova na severu Černého moře.

## Antická Tauris

Rozsah Bosporské říše

Nejstaršími známými obyvateli Krymu byli Taurové, podle kterých byl ve Starověkém Řecku Krymský poloostrov nazýván Tauridský poloostrov, Tauris, Taurica atp. Původně se název týkal jen hornatého jihovýchodního pobřeží, protože v době kontaktu s Řeky už Tauridové obývali pouze tuto část poloostrova a rovinatější část obývali Skythové, ale později se označení rozšířilo pro celý poloostrov.
Podle řeckých mýtů byla Taurida místem, kde ustavila bohyně Artemis svou kněžkou Ífigeneiu poté, kdy ji zachránila před smrtí na obětním oltáři. Jako kněžka na Tauridě měla Ífigeneia za úkol obětovat příchozí cizince.
Nepřátelský zvyk poloostrovanů zabíjet Řeky zmiňuje také Hérodotos ve svých Dějinách.
Sami Řekové se začali na černomořském pobřeží usazovat v pátém století před naším letopočtem, například Dórové z Hérakleiy založili Chersonésos (u dnešního Sevastopolu) a Iónové z Milétu založili Theodosii, Kimmerikon a Pantikapaion (u dnešního Kerče).
V 5. století před naším letopočtem vzniklo v oblasti Krymu království zvané Bosporská říše, které původně jen sjednocovalo jednotlivé řecké městské státy a jehož hlavním městem byl Pantikapaion.

### Zlatý ostrov
Od 5. do 3. století před naším letopočtm osídlili Krym Skytové a po nich přišli Gótové. Bohatství řeckých, skytských a gótských zlatých šperků, nádob i mincí vedlo k označení Krymu Zlatý ostrov. Archeologické lokality se zlatými poklady byly rabovány od 19. století a nacházejí se dosud. 

## Ruské impérium (1783–1917)
V roce 1774 se Krymský chanát, dříve vazal Osmanské říše, dostal mírovou smlouvou z Küčük-Kainardži uzavřenou v důsledku rusko turecké války v letech 1768–1774 nově pod nadvládu Ruského impéria. V roce 1783 pak carevna Kateřina Veliká Krym přímo anektovala a v následné rusko-turecké válce v letech 1787–1792 tento územní zisk potvrdila.
V Ruském impériu Krym nejprve součástí tavričské oblasti (od roku 1783) a pak od roku 1802 až do říjnové revoluce v roce 1917 součástí navazující tavričské gubernie. Ta kromě poloostrova Krym zahrnovala i území na sever až k Dněpru.

## Ruská občanská válka (1917–1921)
S rozpadem Ruského impéria začalo na Krymu bouřlivé období. Od prosince 1917 do ledna 1918 zde krátkodobě fungovala Krymská lidová republika vytvořená Krymskými Tatary, pak do konce dubna Tauridská sovětská socialistická republika, následovaná Krymskou krajovou vládou od června 1918 do dubna 1919, kdy Rudá armáda obsadila Simferopol a ustavila Krymskou sovětskou socialistickou republiku, která zanikla po dobytí bělogvardějci v červnu 1919.

## Sovětský svaz (1921–1991)

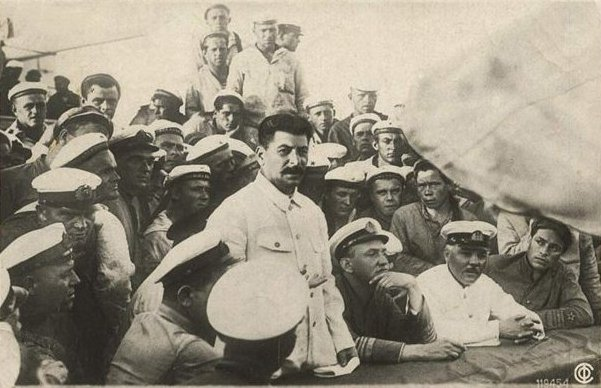
I. V. Stalin s námořníky křižníku Červená Ukrajina u krymského pobřeží poblíž vesnice Muchalatka.

### Krymská autonomní SSR
Po dobytí Krymu Rudou armádou v roce 1921 byla 18. října 1921 ustavena Krymská autonomní sovětská socialistická republika.

### Druhá světová válka
Na konci druhé světové války vláda Sovětského svazu obvinila Krymské Tatary z kolaborace s nacistickým Německem a nechala je všechny vystěhovat na Sibiř – začít vracet zpět se mohli až koncem osmdesátých let dvacátého století.

### Krymská oblast
V roce 1945 byla Krymská autonomní SSR nahrazena Krymskou oblastí. Ta byla původně součástí Ruské SFSR, ale 19. února 1954 vyhlásilo předsednictvo Nejvyššího sovětu, že se Krymská oblast stává součástí Ukrajinské SSR, mj. proto, že zemědělský Krym je závislý na dodávkách vody a elektřiny z Ukrajiny.

## Krymská krize 2014
Podrobnější informace naleznete v článku Krymská krize a Republika Krym